# Atto Mensah
Atto Mensah   (Tema, 27 d'octubre de 1964) és un exfutbolista de Sierra Leone, nascut a Ghana, de la dècada de 1980.
Fou internacional amb la selecció de futbol de Sierra Leone.
Pel que fa a clubs, destacà a East End Lions i a l'equip amateur neerlandès ASV Arsenal.
L'any 1983 va fer una prova per fitxar per la UD Las Palmas, però finalment no es quedà al club canari. També va estar a prova a AFC Ajax i Sparta Rotterdam.
Fou nomenat entrenador de Sierra Leone el 2014, reemplaçat el mateix any per John Ajina Sesay.